# Kuju Entertainment
Kuju Entertainment es una corporación británica de ordenadores y videojuegos. Fue fundada en 1998.
Kuju Entertainment fue formada después de comprar la empresa Simis
de la empresa Eidos Interactive. Ellos han colaborado en varias empresas en juegos de diversas plataformas, incluyendo Nintendo GameCube, PlayStation 2, Wii y PC. 
Kuju ayudó a desarrollar EyeToy Play 2 y 3 para PlayStation 2, el modo multijugador en Call of Duty: Finest Hour, Battalion Wars para Nintendo GameCube y Battalion Wars 2 para Wii, además del apartado multijugador de Dark Messiah of Might and Magic para PC. Kuju también desarrolló en 2006 el exitoso remake de Sensible Soccer.
Kuju Entertainment tiene siete oficinas, de las cuales todas menos una se encuentran en Reino Unido: Nik Nak (Guldford), Doublesix (Guildford), Zoë Mode (Brighton), Kuju London (Londres), Chemistry (Sheffield) y Rail Simulator (Guildford). La séptima oficina se encuentra en San Francisco (Estados Unidos). 
Kuju Entertainment es actualmente la desarrolladora de Rail Simulator para PC (sucesor espiritual de Microsoft Train Simulator), y de EyeToy Play Sports para PlayStation 2. Un título para PSP (PlayStation Portable), Traxion, ha sido recientemente cancelado.

## Videojuegos[1]
- Microsoft Train Simulator (2001)
- Lotus Challenge (2001)
- Reign of Fire (2002)
- Fire Blade (2002)
- SingStar (con London Studio) (2002)
- Warhammer 40,000: Fire Warrior (2003)
- EyeToy: Play (2003)
- GT-R 400 (2004)
- Crash Twinsanity 3D (2004)
- Call of Duty: Finest Hour (con Spark Unlimited) (PS2 y Xbox) (2004)
- Battalion Wars (2005)
- Conspiracy: Weapons of Mass Destruction (2005)
- The Regimens (2006)
- Sensible Soccer 2006 (2006)
- Pilot Academy (2006)
- Crush (2007)
- Geometry Wars: Galaxies (con Bizarre Creations) (2007)
- Battalion Wars 2 (2007)
- Nucleus (2007)
- Rail Simulator (2007)
- Dancing with the Stars (2007)
- M.A.C.H. Modified Air Combat Heroes (2007)
- Sensible World of Soccer (Xbox Live Arcade) (2007)
- Rock Revolution (2008-2009)
- You're in the Movies (2008-2009)
- The House of the Dead: Overkill (2009)
- Disney Sing It (2008)
- Art Academy (2009–2010)
- The Lord of the Rings: Aragorn's Quest (2010)
- Chime (2010)
- Disney Sing It: Family Hits (2010)
- Grease: The Game (2010)
- Chime: Super Deluxe (2011)
- Zumba Fitness 2 (2011)
- Rush 'N Attack: Ex-Patriot (2011)
- Silent Hill: Downpour (2012)
- Top Gun: Hard Lock (2012)
- Haunt (2012)
- Crush 3D (2012)
- New Art Academy (2012)
- Zumba Fitness Rush (2012)
- Zumba Fitness Core (2012)
- Rabbids Rumble (2012)
- Zumba Fitness: World Party (2013)
- Zumba Kids (2013)
- Powerstar Golf (2013)
- Pokémon Art Academy (2014)
- Disney Art Academy (2016)
- Marvel: Ultimate Alliance (2016)
- Marvel: Ultimate Alliance 2 (2016)
- Narcos: Rise of the Cartels (2019)